# Sakiet Eddaïer
Sakiet Eddaïer oder Sakiet Eddaier (arabisch ساقية الدائر, DMG Sāqiyat ad-Dāʾir) ist eine Küstenstadt in Zentraltunesien, sieben Kilometer nördlich von Sfax, dessen Vorort sie ist.
Sie gehört zum Gouvernement Sfax und bildet eine Gemeinde mit 45.767 Einwohnern im Jahr 2014 und ist gleichzeitig der Hauptort einer Delegation mit 113.776 Einwohnern. Er umfasst die Sektoren Sakiet Eddaïer, Merkez Kaaniche, Khiria, Merkez Essebaï, Bederna, Essaltania, Sidi Mansour und Cité Bourguiba.
Sakiet Eddaïer ist eine Stadt, in der die Industrie dominiert: Lebensmittelindustrie, insbesondere die Verarbeitung von Oliven, Leder- und Schuhindustrie und Metallurgie.
Sie befindet sich an der Einfahrt der Route nationale 1 (RN1) im Ballungsraum Sfax.